# Trdkova
Trdkova je razloženo naselje v Občini Kuzma. 

## Lega
Trdkova leži na severu Goričkega v stranskih grapah, po sosednjih slemenih in v dolini na obeh straneh potoka Lukaja. Hiše so ob asfaltirani cesti Martinje - Kuzma in ob mnogih stranskih kolovozih.

## Imena delov naselja
V dolini so Vesárdje, Léve, Glócova Graba, Šújstrov Breg in Pétrova Graba. Na pobočjih in širokih rtih ležijo Slámarin Breg, Kóucov Breg, Gjurcev Breg, Lépošov Breg in Vukin Breg. 
Prebivalci dolinskega dela vasi so Vesárdje, vzpetinskega pa Vróščarje. Ob državni meji so na razvodnici med Muro in Rabo vse višje vzpetine, kot sta Slamarin breg (388 m) in Tromejnik (390 m). Srebrni Breg (404 m) je že na območju  naselja Martinje. Na severovzhodu teče Seniški potok.  

## Zgodovina
Vas se v pisnih dokumentih prvič omenja leta 1387 z imenom Trekwlgh, ko je spadala pod grofijo Dobra v Avstriji, leta 1388 pa z imenom Terkulge. Naslednjo omembo vasi zasledimo leta 1499 kot Therekwelghye. V letu 1698 se v pogodbi o škofiji Raab/Györ omenja kot Türke.
Leta 1890 so združili vas Trdkova s sosednjim Martinjem. Vas se je imenovala Magasfok in štela 707 prebivalcev, od tega 701 Slovencev, v vasi pa je prebivalo tudi pet Nemcev in en Madžar. Kraj je pripadal okrožju Monošter. 
Leta 1919 je kraj pripadel Kraljevini SHS.

## Demografska slika
- Leto 1921: Iz popisa, ki je bil opravljen 31. januarja, je razvidno, da je v vasi živelo 735 Slovencev. Vsi so bili katoličani.
- Leto 1931: 591 ljudi.
- Leto 1961: 448 ljudi.
- Leto 1971: 392 ljudi.

Danes so prebivalci so večinoma zaposleni v večjih industrijskih obratih v Avstriji in Murski Soboti. Ukvarjajo se tudi s poljedelstvom.

## Izobraževanje nekoč
Leta 1860 je bila v Martinju zgrajeno šolsko poslopje. Tamkajšnjo osnovno šolo so obiskovali učenci iz Trdkove, Martinja in Boreče. Leta 1914 je šola štela 134 šoloobvezujočih otrok. Učitelji so za poučevanje po učencu dobili 15 do 30 krajcarjev letno in drva za kurjavo. Od leta 1945 naprej je bila tu osemletka. Pouk je bil leta 1975 ukinjen, otroci pa od takrat naprej obiskujejo šoli v Kuzmi ali v Gornjih Petrovcih.  
Osnovna šola se je nekdaj imenovala Trdkova, kasneje je bila preimenovana v Martinje. Med drugo svetovno vojno je zaradi madžarske oblasti potekal pouk v madžarskem jeziku. Stavba nekdanje šole je bila porušena leta 1987, na njenem mestu pa danes stoji športno igrišče. Ob igrišču je bila obnovljena tudi večnamenska zgradba, v kateri so urejene slačilnice.

## Pomembnejše organizacije in ustanove v vasi
Prostovoljno gasilsko društvo Trdkova (PGD Trdkova) je bilo ustanovljeno 18. decembra 1933. Ustanovnega občnega zbora, ki je potekalo na Osnovni šoli Trdkova se je udeležilo 19 članov. Člani so se seznanili z Zakonom o organizaciji gasilstva iz leta 1933 in izvolili naslednje vodstvo v sestavi: predsednik Jakob Meško, poveljnik Štefan Čerpnjak, podpoveljnik Karel Kolman, tajnik Heinrik Melhmaurer, blagajnik Janez Emberšič in orodjar Štefan Lang. Prostovoljna gasilska četa Trdkova je pripadala župi sreza Murska Sobota in Dravski banovini.  
V vasi Trdkova se nahajajo Avtocenter Andrejek, gostilna Sukič, trgovina z gradbenim materialom Goričanka Kalamar, pokopališče in kapela sv. Cirila in Metoda. V vasi trenutno delujeta PGD Trdkova in Športno društvo Trdkova.

### Prireditve
- Borovo gostüvanje (1965, 1985)
- 70. obletnica PGD Trdkova (2003)
- 80. obletnica PGD Trdkova (2013)